# Plaza Borda
La Plaza Borda o Zócalo de Taxco, es la plaza principal de Taxco de Alarcón, ubicada en el Centro histórico, se fundó el 1 de enero de 1978 y, está rodeada de fincas y la Parroquia de Santa Prisca, entre pequeñas calles y callejones serpenteantes, tejados, terrazas y fachadas de cal que cuelgan de las laderas y barrancas. En los alrededores hay tiendas de plata, restaurantes y boutiques, es en esta Plaza donde se organiza el Concurso y Festival Internacional de Guitarra.

## Historia
Fue fundada el 1 de enero de 1978, el nombre de la plaza principal de Taxco es en honor a Joseph Gouaux de Laborde Sánchez también conocido como  José de la Borda. Este personaje histórico fue un empresario minero hispano-francés que se destacó en el negocio de las minas, sobre todo en Taxco y Zacatecas, siendo uno de los más adinerados de América. Además de que patrocinó distintas obras arquitectónicas, siendo el Templo de Santa Prisca el más representativo.
El 19 de marzo de 1990 el Instituto Nacional de Antropología e Historia (INAH) declaró oficialmente a la zona de monumentos históricos como patrimonio cultural nacional, debido a la cultura, las construcciones coloniales y de estilo virreinal y datan de la época dorada. Dentro de los monumentos se encuentra la plaza Borda.

## Descripción
La plaza destaca por su arquitectura colonial, el característico color blanco de todas las casas y edificios que se encuentran en todo el entorno circundante del jardín. El diseño del centro tiene un alineamiento irregular, cuenta con un kiosco en el centro del jardín francés, acompañado de adornos naturales, a un costado se encuentra la Casa Borda y el emblema principal del pueblo mágico, que es el Templo de Santa Prisca de Taxco.

### Sitios de interés
- El Templo de Santa Prisca.[4]
- La Casa Borda.[5]
- Museo Guillermo Spralting
- Museo Casa Figueroa.
- Restaurantes.
- Tiendas de plateria.

### Flor monumental

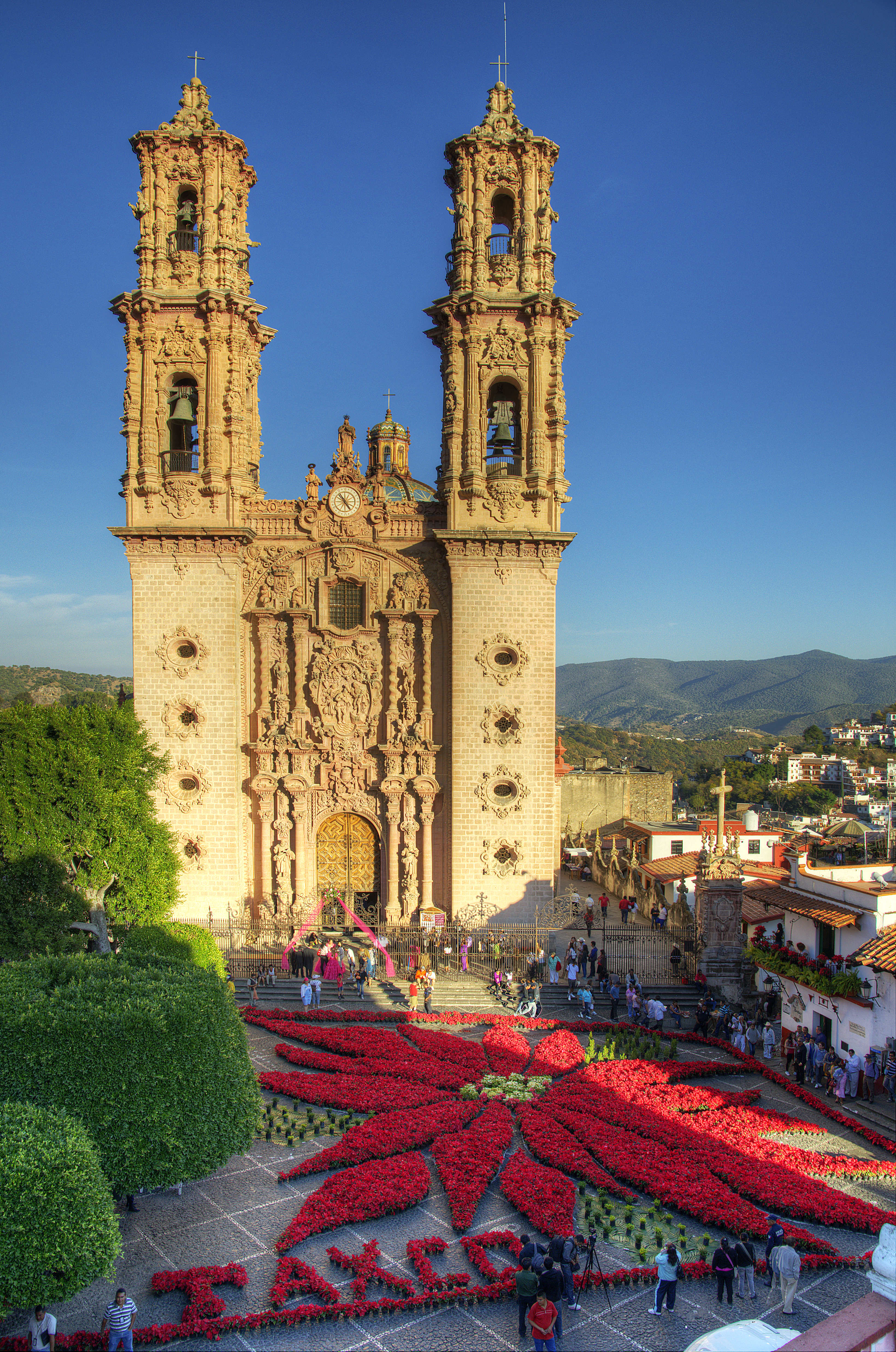
Flor de nochebuena decembrina.

Durante los festejos por la Nochebuena, el municipio de Querétaro organiza la exhibición y montaje de la Flor de Cuetlaxóchil conocida como Flor de Nochebuena monumental más grande del mundo, siendo este un emblema de la localidad.
Cada año se utilizan más de 8 mil plantas y flores de la Cuetlaxóchitl, el evento se realiza con el apoyo de la facultad de Arte y Diseño de la Universidad Nacional Autónoma de México (UNAM) campus Taxco, la sociedad Mexicana de la Flor de la Cuetlaxóchitl y la Secretaría de Cultura de Guerrero.